# Laura Rafferty
Laura Rafferty (Southampton, 1996. április 29. –) északír női válogatott labdarúgó, a Southampton védője.

## Pályafutása
Kiskorában testvérével rúgta a bőrt házuk udvarán. 8 évesen került egy helyi csapathoz, ahol 8 meccsen 50 gólt szerzett. Kitűnő támadójátéka azonban elhomályosította társait és nem vehetett részt a korosztályos bajnokságban. A southamptoni akadémián eltöltött ideje alatt csábította magához a Chelsea. A kékekkel egy bajnoki címet  és egy kupagyőzelmet szerzett, majd egy rövid oxfordi kölcsönjáték után a Brighton & Hove Albion színeibe öltözött.
A 2020–2021-es idényben a Bristol Cityhez került kölcsönbe, csapatát viszont nem sikerült megmentenie a kieséstől és 17 mérkőzés után visszatért a kezdetekhez és a Southampton szolgálatába állt. Klubjával megnyerték a harmadosztály déli divizióját, a 2022–2023-as szezont pedig a második vonalban kezdte.

### A válogatottban
17 évesen 2013 márciusában a Ciprus-kupán mutatkozott be az északír válogatottban Írország ellenében. 66 percet játszott a 2022-es Európa-bajnokságon, ahol Anglia ellen lépett pályára.

## Sikerei

### Klubcsapatokban
Angol bajnok (1):
- Chelsea (1): 2015

 Angol kupagyőztes (1):
- Chelsea (1): 2014–15

 FA WNL Southern Division bajnok (1):
- Southampton (1): 2021–22

## Statisztikái

### A válogatottban
2022. július 15-ével bezárólag
| Válogatott     | Szezon   | Mérk. | Gól |
| -------------- | -------- | ----- | --- |
| Észak-Írország |          |       |     |
| 2013           | 3        | 0     |     |
| 2014           | 6        | 0     |     |
| 2015           | 5        | 0     |     |
| 2016           | 4        | 0     |     |
| 2017           | 2        | 0     |     |
| 2018           | 3        | 0     |     |
| 2021           | 4        | 0     |     |
| 2022           | 5        | 0     |     |
| Összesen       | Összesen | 32    | 0   |